# Kutuzowo-Nowoje
Kutuzowo-Nowoje (ros. Кутузово-Новое; niem. hist. Rothenstein) – węzłowa stacja kolejowa w Królewcu, w obwodzie królewieckim, w Rosji. Węzeł linii Kaliningrad – Sowieck z linią do Zielenogradska.
Stacja została otwarta w okresie panowania na tych terenach Cesarstwa Niemieckiego. W okresie przynależności Prus Wschodnich do Niemiec nosiła nazwę Rothenstein.